# Pedro Vitales
Pedro Vitales (Alberuela de Laliena,  ¿? - Huesca, 29 de mayo de 1574) fue un religioso y escritor español del siglo XVI.

## Biografía
Natural de Alberuela de Laliena, entonces parte de las posesiones de la Orden del Hospital debió nacer hacia principios del siglo XVI. La familia Vitales consta como infanzones en dicha localidad desde 1495.
Estudió en la universidad de Huesca, siendo bachiller en 1542 y doctor en Teología en 1553. En 1559-1560 fue visitador y provisor del obispo de Huesca, recorriendo la diócesis. Fue posteriormente prior en Gurrea de Gállego y canónigo del monasterio de Montearagón. Siendo aún monje fue autor de un Nobiliario de las casas y linages del Reino de Aragón y de sus Armas, que fue uno de los primeros trabajos dedicado a dicha temática y sería publicado y ampliado por el capuchino Pedro de Zayas y por el cronista Diego Vicencio de Vidania.
El traslado del abad Pedro Martínez de Luna a la sede de Tarazona en 1572 conllevó la elección de Pedro como nuevo abad, siendo confirmado por el papa en 1573. Su temprano fallecimiento llevó a Felipe II a apropiarse de las propiedades del monasterio, que quedó largo tiempo sin nuevo abad, para compensar al obispo de Huesca por las pérdidas territoriales causadas por la creación de varios obispados nuevos.